# Jartoum, fuera de juego
 Jartoum, fuera de juego es una película coproducción de Sudán y Dinamarca filmada en colores dirigida por Marwa Zein sobre su propio guion que tiene como tema el fútbol femenino en Sudán. Se estrenó en el Festival Internacional Documental Canadiense de Hot Docs, que es el mayor festival documental de América del Norte, el 26 de abril de 2019 en Toronto, Canadá.

## Sinopsis
El gobierno militar de Sudán no permite que las mujeres practiquen deportes en forma profesional aunque, por otra parte, la FIFA entrega a la federación local fondos de destinados a equipos femeninos. Un grupo de mujeres de Jartum batalla en pro de un cambio que les permita ser reconocidas en el país como el equipo nacional femenino de fútbol.
Marwa Zein declaró que el filme puede describirse “Cómo sobrevivir a la opresión y a un entorno represivo utilizando una de las armas más efectivas: ¡el humor! La película cuenta la historia de la resistencia de las jugadoras de fútbol en Sudán, y al hacerlo revela la desafiante situación social, económica y política."

## Producción
La directora, que por esa época residía en Egipto, fue llamada de Sudán, su país natal, en 2014 para hacer un cortometraje de cinco minutos sobre las jugadores de fútbol femenino, lo que suponía un viaje de una semana. Fue a la zona norte de Sudán y la detuvieron e interrogaron dos veces simplemente por llevar una cámara. Marwa Zein, que era la directora, camarógrafa y productora de la película, estaba acompañada en su proyecto por Jihan El Tahriand como colaborador artístico y productor asociado a y por Henrik Underbjergfor como coproductor, que fueron su firme apoyo en esa etapa.

## Financiación
Después de filmar en Sudán volvió muy deprimida a Egipto y no encontraba la financiación que le permitiera terminar un filme que consideraba su proyecto personal, realizado conforme sus valores, con total independencia y no dispuesta a aceptar modificaciones de los financiadores. Así pasaron cuatro años hasta que finalmente pudo concluirlo; los principales financiadores fueron ORE Productions –que era su propia productora-, el Festival Internacional de Cine Documental a Ámsterdam IDFA, el Fondo Árabe para las Artes y la Cultura, International Media Support, y el fondo Sørfond. Presentó el proyecto en el Festival de Cine Árabe de Malmo y obtuvo un subsidio en Suecia y otro por parte de la Fundación, y al proponerlo en el Festival de Cine de Cartago consiguió apoyo para hacer la postproducción en Túnez así como un pequeño subsidio de la Fundación Altercine.

## Premio
Festival de Cine Africano de Tarifa (FCAT) 2019
- Premio al Mejor Documental.[4]

## Exhibiciones y críticas
La película fue considerada “un animado y conmovedor trabajo poético en el que Zein subraya a unas heroínas que luchan
por el derecho a jugar y formar parte del equipo nacional de fútbol femenino de Sudán.”
El 9 de octubre de 2019 se proyectó en la V Muestra de Cine Casa África, que se desarrolla en el marco de WOMAD Las Palmas de Gran Canaria 2019.
Al ser presentada en el Festival Internacional de Cine de Berlín los organizadores dijeron que el filme

“explora este universo feminista en las afueras de la capital de Sudán, donde los chistes son tan versátiles como la pelota es lanzada al arco. Las jóvenes, con y sin velo jugando al fútbol...Demostrando una considerable intimidad con estas mujeres, Jartoum, fuera de juego revela su vida cotidiana en una ciudad llena de contradicciones, mostrando cómo las tradiciones familiares, la política y la religión se atreven a dictar sus planes de vida. El debut de Marwa Zein es a la vez una prueba cinematográfica del poder de la amistad femenina y el esfuerzo concertado de una cineasta sudanesa para rectificar las percepciones estereotípicas de su país."

La película fue exhibida en el Festival Internacional de Cine de Valdivia (Chile) y la periodista Josefina Sartora escribió sobre ella:

"Escenas de la vida en Jartún, con poderosa fotografía, muestran los condicionamientos de esas mujeres, las acusaciones de los hombres, que les reprochan por atentar contra su condición femenina; la discusión sobre su identidad étnica, en conflicto entre lo árabe y lo africano; los problemas habitacionales y su lucha diaria y cotidiana por lograr un cambio cultural."

## El fútbol femenino en Sudán
Con el reemplazo del presidente Omar el-Bashir por un Consejo en abril de 2019 comenzó un período de reformas en Sudán. El 30 de septiembre de 2019, algunos meses después del estreno de la película, se jugó el primer partido de la Liga de Fútbol Femenino de Sudán, integrada por 21 clubes, entre los equipos de Tahadi y de Difaain ante una multitud entusiasta, en un estadio de Jartoum.
 La Liga comenzó a organizar una selección nacional de fútbol femenino.